# 김명신 (야구 선수)
김명신(金明信, 1993년 11월 29일 ~ )은 KBO 리그 두산 베어스의 투수이다.

## 아마추어 시절
대구남도초등학교 4학년 때 야구부 학부모의 눈에 띄어 야구를 시작했다. 본래 포지션은 내야수였으나 경북고등학교 3학년 때 투수로 전향했고, 그 해에 고교 주말 리그 후반기 투수상을 수상했다. 
2013년에 경성대학교에 진학해 국내 대학 야구 리그를 대표하는 에이스로 이름을 알렸다. 경성대학교 3학년 때인 2015년 7월에 대학 대표로 선발돼 광주 하계 유니버시아드에서 한양대학교의 최채흥과 함께 에이스로 선발진을 구축하며 동메달을 획득하는 데 일조했다. 그 해 9월에 제 29회 아시아 야구 선수권 대회에 한국 국가 대표로 참가했고, 풀리그 3차전 파키스탄전과 5차전 인도네시아전에 선발 투수로 나서 두 경기 모두 무실점 승리를 거두며 방어율왕(평균자책점 0)과 승률왕(2승 무패)으로 선정됐다. 투수진의 안정 속에 한국은 5전 전승으로 드림팀 2기가 활약했던 1999년 제 20회 대회 이후 16년 만에 아시아 정상 자리를 되찾았다.
경성대학교 4학년 때인 2016년에는 팀을 3관왕으로 이끌었으며 3개 대회에서 모두 MVP로 선정됐다.

## 두산 베어스시절
2017년 9월에 계약금 1억원, 연봉 2,700만원에 입단하였다. 2차 1라운드에 지명된 박치국과 스프링 캠프에 참가했고, 신인 투수가 캠프에 참가한 것은 5년 만이었다. 박치국, 함덕주와 5선발 경쟁을 했으나 함덕주가 5선발로 낙점됐다. 불펜으로 나와 배짱투로 신인답지 않은 투구를 펼쳤다. 4월 15일에 데뷔 첫 선발 등판했다. 4월 25일 넥센전에서 김민성이 친 타구가 그의 안면을 강타해 안면 광대뼈가 골절되며 선발진에서 하차했다.
2018년 스프링 캠프 중 부상으로 하차하고 팔꿈치 수술을 받았다. 7월 2일에 사회복무요원으로 입소했고, 2020년 5월에 소집 해제됐다.

## 수상
- 2012년 고교야구 광역 리그(경상권) 우수 투수상
- 2015년 전국 대학 야구 추계 리그전 수훈상, 전국대학야구선수권대회 최우수 선수상, 하계 유니버시아드 동메달
- 2016년 전국 대학 야구 춘계 리그전 최우수 선수상, 전국 대학 왕중왕 야구 대회 최우수 선수상

## 출신 학교
- 대구남도초등학교
- 대구중학교
- 경북고등학교
- 경성대학교

## 통산 기록
| 연도 | 팀명  | 평균자책점 | 경기 | 완투 | 완봉 | 승 | 패 | 세 | 홀 | 승률  | 타자 | 이닝 | 피안타 | 피홈런 | 볼넷 | 사구 | 탈삼진 | 실점 | 자책점 |
| ---- | ----- | ---------- | ---- | ---- | ---- | -- | -- | -- | -- | ----- | ---- | ---- | ------ | ------ | ---- | ---- | ------ | ---- | ------ |
| 2017 | 두산  | 4.37       | 39   | 0    | 0    | 3  | 1  | 0  | 5  | 0.750 | 200  | 45⅓  | 54     | 2      | 12   | 7    | 38     | 23   | 22     |
| 2020 | 두산  | 3.52       | 16   | 0    | 0    | 0  | 1  | 0  | 0  | 0.000 | 72   | 15⅓  | 20     | 3      | 4    | 3    | 11     | 6    | 6      |
| 2021 | 두산  | 4.30       | 58   | 0    | 0    | 3  | 2  | 0  | 2  | 0.600 | 289  | 67   | 72     | 6      | 14   | 6    | 43     | 37   | 32     |
| 2022 | 두산  | 3.62       | 68   | 0    | 0    | 3  | 3  | 0  | 10 | 0.500 | 333  | 79⅔  | 75     | 5      | 25   | 3    | 61     | 33   | 32     |
| 2023 | 두산  | 3.65       | 70   | 0    | 0    | 3  | 3  | 1  | 24 | 0.500 | 334  | 79   | 72     | 3      | 27   | 6    | 65     | 34   | 32     |
| 2024 | 두산  | 9.37       | 35   | 0    | 0    | 2  | 1  | 0  | 4  | 0.667 | 168  | 32⅔  | 63     | 8      | 8    | 2    | 25     | 34   | 34     |
| 통산 | 6시즌 | 4.46       | 286  | 0    | 0    | 14 | 11 | 1  | 45 | 0.560 | 1396 | 356  | 293    | 27     | 90   | 27   | 243    | 167  | 158    |

- 굵은 글씨는 해당 시즌 최고 기록